# Hedy
Hedy (Op. 43) je opera (zpěvohra) o čtyřech jednáních českého skladatele Zdeňka Fibicha na libreto české překladatelky a kritičky Anežky Schulzové. Poprvé byla provedena dne 12. února 1896 v Národním divadle v Praze.

## Vznik a historie díla
Operu Hedy napsal Zdeněk Fibich v letech 1894–95, v době nejintenzivněji prožívaného milostného vztahu s Anežkou Schulzovou. Jedná se o první operu složenou přímo na její libreto, následovaly obě poslední Fibichovy opery Šárka (1897) a Pád Arkuna (1900). Spolu se Šárkou a dřívější Bouří tvoří tzv. „lyrickou“ nebo též „erotickou trilogii“ a podle fibichovského badatele J. Jiránka v Hedy se jedná o „nejerotičtější dramatické dílo“ Fibichovo vůbec. Námětově zde skladatel pokračoval ve svém zpracovávání námětů ze světové literatury spíše než lokálních českých témat. Po Friedrichu Schillerovi, antickém dramatu a Williamu Shakespearovi se obrátil ke známému eposu lorda Byrona Don Juan. Anežka Schulzová vypracovala libreto z epizody obsažené ve 2. až 4. zpěvu eposu. Děj je řídký a okruh jednajících postav je omezený, to však právě Fibichovi vyhovovalo. Hotová opera byla ihned přijata k provozování Národním divadlem.

## Charakteristika díla
Hlavním tématem opery je láska, od svého vzniku po tragický konec. Hlavní hudební motiv lásky prostupuje celým dílem od předehry až po scénu Hediny smrti. Na rozdíl od předcházející Bouře však již nejde jen o „roztouženou a snivou pohádku“, ale milostný cit je zachycen i ve svém temném, vášnivém a nakonec zoufalém aspektu. Mottem díla je „jen láska je smyslem života, kdo ztratil lásku, ztratil život“. Z Fibichova díla tak nejvíce odráží dobovou atmosféru zjitřené dekadentní citovosti, melancholie „fin de siècle“. Na druhé straně není Hedy tak přímočaře tragická jako Nevěsta messinská nebo Hippodamie. Celé druhé dějství je v podstatě lyrickým dialogem Hedy a Juana (podle J. Bartoše do něj „jest vtěsnáno všecko citové bohatství autorovo“), značná část třetího dějství se nese ve znamení štěstí a radosti, naopak poslední dějství se spíše než dramatickou tragičností vyznačuje baladickou melancholií.
Díky hlavnímu tématu milostného příběhu a situací připomínajících Wagnerovu operu, jakož i celkově wagnerovskému hudebnímu jazyku, byla Hedy označována za „českého Tristana“. Současně jsou však přítomny prvky opery italské a francouzské: Každá ze tří hlavních postav má rozlehlou árii (Hedy v I. dějství, Juan ve II. dějství a Lambro ve III. dějství), na románské vlivy ukazuje i významná účast sboru a zejména rozsáhlý balet na počátku III. dějství, ve Fibichově dramatickém díle zcela ojedinělý. Tyto prvky, které jsou v rozporu s wagnerovskou estetikou hudebního dramatu, přinesly opeře řadu dlouhotrvajících kritických výtek. Podle Anny Hostomské je zde „mnoho konvence i dekorativních prvků, ne vždy sourodých“ a pěvecké partie jsou „sice virtuosní a duchaplné, nikoli však pevně skloubené“, celému dílu pak chybí nadosobní tematika, „síla úderné ideje“. Rovněž Ladislav Šíp považuje Hedy ve Fibichově díle za „krok zpět“, kdy „skladatel už obecenstvo nevede, ale přizpůsobuje se jeho vkusu“, zejména „jakoby přilepený“ balet a „zastaralou“ árii Lambra považuje za zápory opery a k milostným scénám podotýká, že „přemíra lyrismu, byť vyzpívaného krásnými melodiemi, působí v Hedy monotónně a jednostrunně“.
Stejně jako v ostatních operách pracuje Fibich i v Hedy s wagnerovskou metodou příznačných motivů, avšak jejich úloha je zde poměrně nejméně významná. Ústřední motiv lásky se střetává zejména s divokým motivem Lambrovým, ostatní motivy jsou podružné a omezené na určité situace. Jednotlivé motivy nejsou kombinovány a proplétány jako u Wagnera, ale gradačně rozvíjeny do širokých dramatických ploch. Přes výraznou přítomnost sólových i orchestrálních čísel je základem hudebního rámce opery dramatický dialog. Přestože přístup ke zpívanému textu je zde – na rozdíl od třeba Nevěsty messinské – založen na nadvládě hudby nad slovy (podle Ladislava Šípa „hudba zcela pohltila text“), je hudební deklamace i zde Fibichovou silnou stránkou a obdivoval ji i Leoš Janáček („není tu soběstačnosti hudební, ale je tu pravdivost divoké melodie mluvy“).
V rámci Fibichových děl vznikala Hedy současně s první řadou cyklu drobných klavírních skladeb Nálad, dojmů a upomínek. Mnohé hudební motivy opery jsou převzaty z těchto náčrtů. Tak třeba již hlavní milostný motiv vychází z Dojmů č. 123 a 124, motiv Lambertovy krutosti vychází z Nálady č. 20 (Žárlivost), ale i například motiv rybářská písně je převzat z Upomínky č. 165 „Jak Anežka jela na parníku“. Celkovým duchem je opera nejblíže spřízněna s tzv. Novelou, psanou v srpnu 1895. Naopak společná práce skladatele a libretistky na Hedy je zpětně reflektována v některých „upomínkách“ klavírního cyklu.

## Inscenační historie opery
Premiéra opery v pražském Národní divadlo (12. února 1896) byla velmi úspěšná u obecenstva i kritiky. Působila svým exotismem i poměrně tradiční strukturou se řadou pěvecky vdečných čísel. Konalo se 12 představení, záhy ji však z repertoáru vytlačila Fibichova následující opera Šárka (1897), stejně jako dříve Hedy vytlačila předcházející Bouři.
Za Fibichova života již uvedena nebyla, v následujících letech byla zato dávána poměrně často: Národní divadlo ji uvedlo opět o fibichovských výročích v letech 1905, 1915 a 1925 a v roce 1938, v Brně byla nastudována v letech 1909, 1919, 1926, v Ostravě roku 1922, v Olomouci roku 1937 atd. Po II. světové válce však z repertoáru zmizela ve prospěch zejména stylově velmi příbuzné Šárky. Poslední nastudování se datují z pražského Národního divadla roku 1949, ze Slezského oblastního divadla Z. Nejedlého roku 1950 a konečně z Divadla Oldřicha Stibora Olomouc roku 1966.
Na jiné než české scény Hedy nepronikla, přestože Fibich k ní sám pořídil německý překlad s výhledem na zahraniční uplatnění a jeho přátelé usilovali o zprostředkování inscenace této opery v německém Halle.

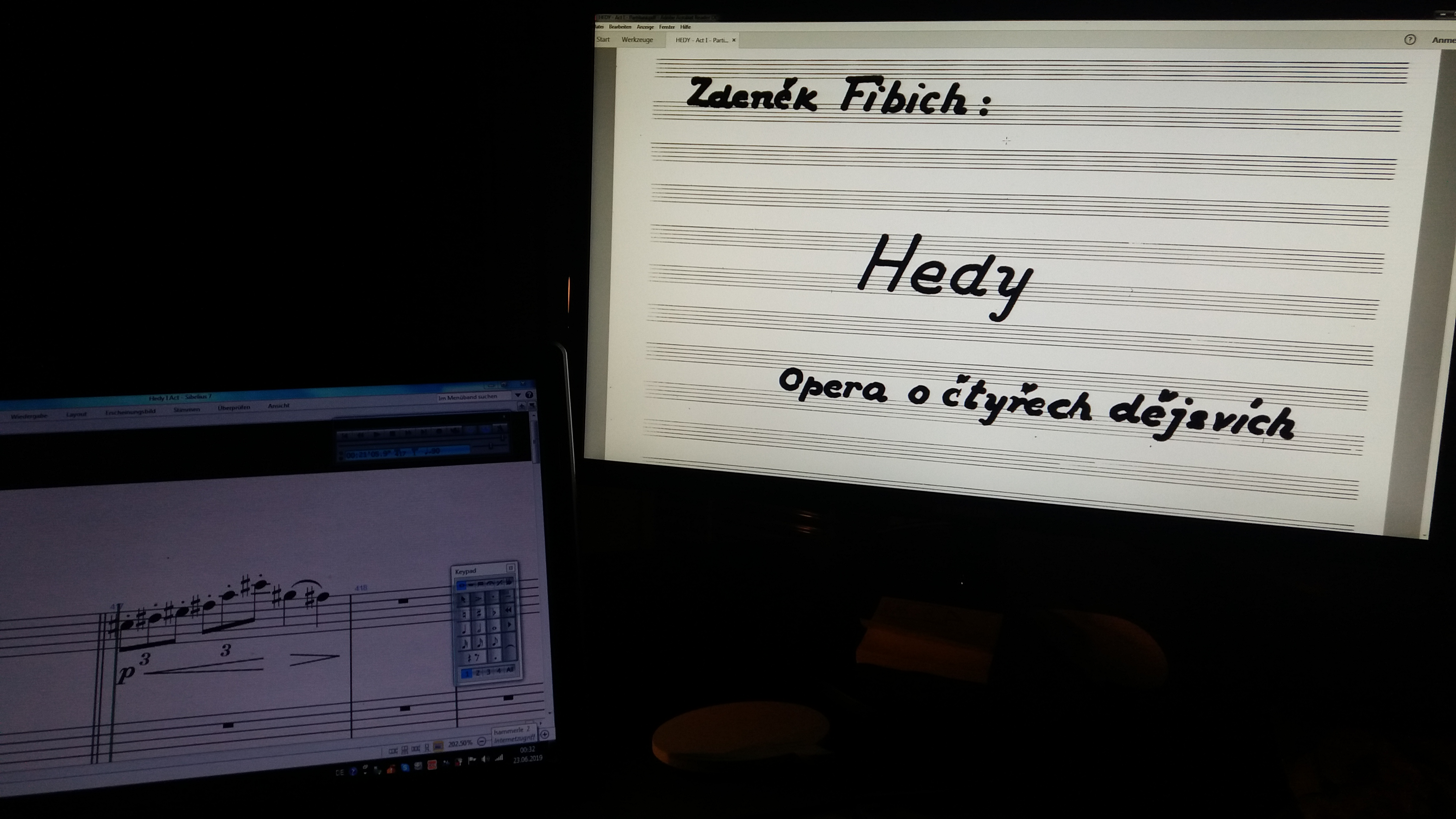
Partitura opery Hedy

V létě 2019 vytvořil rakouský barytonista Martino Hammerle-Bortolotti pro českou divadelní agenturu Dilia nový orchestrální materiál Hedy..

## Osoby a první obsazení
| osoba | hlasový obor | premiéra (12.2.1896) |
| --- | ------------ | -------------------- |
| Lambro, vůdce pirátů | baryton      | Bohumil Benoni       |
| Hedy, jeho dcera | soprán       | Růžena Maturová      |
| Zoe, její společnice | soprán       | Marie Klánová        |
| don Juan | tenor        | Vladislav Florjanský |
| Demetrios, starý sluha v domě Lambrově | bas          | František Hynek      |
| Gregorios, svatební host | tenor        | Adolf Krössing       |
| Konstantinos, svatební host | baryton      | František Šír        |
| Nolos, svatební host | bas          | Robert Polák         |
| nadplavčí | tenor        | Josef Vecko          |
| kormidelník | tenor        | Hynek Švejda         |
| mladý rybář | mezzosoprán  | Anna Adamcová        |
| Piráti, lodníci, plavčíci, lid |              |                      |
| Dirigent: Adolf Čech, režisér: František Adolf Šubert, scéna Robert Holzer, kostýmy: František Adolf Šubert, choreografie: Augustin Berger |              |                      |

## Děj opery
(Shrnutí děje od autorky libreta s vyznačením hudebních pasáží.)

### 1. dějství

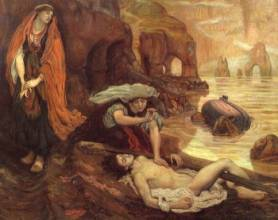
Hedy a Zoe nacházejí dona Juana na mořském břehu. Obraz Forda Madoxe Browna

Skalnaté pobřeží mořské. Lambro, vůdce pirátů a pán ostrova, rozloučí se se svou dcerou, Hedy, přísně přikáže jí, aby žádného cizince nepřijímala na ostrov, a s družinou vydá se na moře na lup. Po odjezdu jeho vlny mořské na osamělý ostrov vyvrhnou k smrti vysíleného Dona Juana, jehož loď i mužstvo bouře byla zachvátila. Hedy najde sličného cizince na pobřeží, soucitem jata přes zákaz otcův poskytne mu pomoci a ukryje ho v skalní jeskyni u moře.

### 2. dějství
Sluj skalní. Juan již tři neděle mešká ve svém úkrytu, kde Hedy, provázena družkou svou, Zoe, ho navštěvuje. Za tu dobu vzplanuli k sobě horoucí láskou, jejíž blaho však kaleno obavami a úzkostí před návratem otcovým. Tu ve chvíli, kdy Hedy právě mešká u Juana a vzpomíná nebezpečí, jež jim hrozí, Zoe přichvátá se zprávou, že celá loď pirátská podlehla nepřátelské přesile, Lambro pak že zahynul ve vlnách i s mužstvem svým. V Hedy zápasí bol nad ztrátou otce se štěstím, že tím zachráněn jí Juan, až láska zvítězí a milenci s vědomím, že blahu jejich již nehrozí zmar, klesají si do náruče.

### 3. dějství
Zahrada u domu Lambrova, kde vystrojeny skvělé hody na oslavu svatby Hedy, jež uvedla Juana do domu rodného jako svého chotě a pána ostrova. Lid veselí se a připíjí novému pánu, jenž mír přinesl jejich ostrovu. Radost svou a vděčnost, že mír zavítal v žití jejich, až posud vyplněné jen zápasy a bojem, znázorňují provedením tančené pantomimy, jež líčí, jak Láska přichází mezi divoké piráty a s družkami svými je učí pracím míru, vinařství, lovu, rybolovu a rolnictví. Ovšem ozývají se též nespokojené hlasy, toužící po někdejším volném, nevázaném životě lupičském, ale ty umlčeny vždy nadšenými přípitky a veselím ostatního lidu. Tu náhle, mezi hodováním lidu, nikým nepoznán objeví se Lambro. Zpráva o jeho smrti byla klamná; po krutých strastech a nebezpečích přece vyvezl životem a vrátil se domů. Dává poznati se dceři i lidu a nedbaje zoufalství dcery a proseb lidu, jenž opět podrobuje se jeho moci, káže Juana spoutat a odvésti.

### 4. dějství
Scéna jako v jednání prvním. Ráno. Na moři z dáli zaznívá teskná píseň mladého rybáře (Z moře chladné větry dují). U břehu kotví loď, jež má odvésti Juana do otroctví. Hedy přichází s Zoe, jež své paní sděluje, že zmizela všeliká naděje na zachránění chotě jejího, poněvadž nikdo z lidu nemá odvahy opříti se vůli Lambrově. Přicházejí piráti vedouce spoutaného Juana, za nimi Lambro. Hedy ještě naposledy snaží se obměkčiti otce, ale vše marno. Lambro dává Juana odvléci na loď a odvésti do otroctví. Hedy v zoufalství protkne si srdce dýkou a umírá.

## Nahrávky
Nahrávka celé opery dosud nebyla pořízena. V archivu Českého rozhlasu jsou nahrávky některých úryvků z opery: duet Hedy a Juana z II. dějství v podání Jaroslavy Procházkové a Beno Blachuta (1952), píseň mladého rybáře ze 4. dějství v podání Věry Krilové (1952), árie Juana z 2. dějství v podání Beno Blachuta (1958), árie Lambra z 3. dějství v podání Zdeňka Otavy (1967) a Antonína Švorce (1974), mečový tanec z 3. dějství (1974, dir. František Vajnar). Z těchto nahrávek vyšla árie Juana a duet Juana a Hedy na CD „Česká romantická opera“ (CR0782-2), kterou vydal Radioservis, a.s., roku 2015.
Árii Lambra z 3. jednání „Jsem-li hříčkou v moci pekla“ zpívá Ivan Kusnjer na CD „Rarity české opery“ (2011) (Supraphon, SU 4074-2 611).